# Николаевский авиаремонтный завод
Николаевский авиаремонтный завод "НАРП" (укр. Миколаївський авіаремонтний завод "НАРП") — украинский государственный авиаремонтный завод, расположенный в городе Николаев.
Входит в перечень предприятий, имеющих стратегическое значение для экономики и безопасности Украины.

## История

### 1939 - 1991
Предприятие было создано 29 сентября 1939 года на базе авиаремонтных мастерских при училище пилотов "Главсевморпути".
После начала Великой Отечественной войны, в связи с приближением линии фронта и угрозой оккупации Николаева, в июле 1941 года авиаремонтные мастерские были эвакуированы на ст. Безенчук Куйбышевской области.
В сентябре-декабре 1944 года в ходе реэвакуации промышленных предприятий авиамастерские передислоцируются в с. Степановка Херсонской области.
8 января 1947 года авиаремонтные мастерские при ВМАУ им. Леваневского были переформированы в 793 авиаремонтную базу ("в/ч 69223").
В сентябре 1949 года 793-я авиарембаза была переведена из Степановки в г. Николаев (на станцию Кульбакино).
17 февраля 1960 года 793-я авиарембаза была преобразована в 328-й завод с подчинением его начальнику 33-го учебного центра авиации ВМФ СССР.

### После 1991
В конце 1980-х годов завод представил на всесоюзном конкурсе проект самолёта начальной подготовки пилотов, который получил наименование БН-2 «Сокол». Весной 1992 года «Сокол» совершил первый полёт.
В 1993 году завод освоил средний ремонт самолётов Су-24М и Су-24МР, а в следующем, 1994 году - капитальный ремонт самолётов этого типа.
В 1996 году завод получил новое наименование: "Государственное предприятие Министерства обороны Украины "Николаевский авиаремонтный завод "НАРП" (в/ч А-4475).
27 июля 1998 года завод был внесён в перечень предприятий, имеющих стратегическое значение для экономики и безопасности Украины.
В 2000 году предприятие завершило работы по разработке лёгкого многоцелевого самолёта НАРП-1 (производство которых было начато в 2002 году).
В 2005 году Дом культуры Николаевского авиаремонтного завода передали в городскую коммунальную собственность.
После создания 7 июня 2005 года концерна "Авиавоенремонт", в 2006 г. НАРП вошёл в состав концерна.
В конце 2006 года ГК "Укрспецэкспорт" заключила контракт на поставку для ВВС Пакистана четырёх самолётов-заправщиков Ил-78 (первый самолёт был поставлен заказчику в 2009 году, второй - в 2010 году, третий и четвёртый - 2011 году). Ремонт и предпродажная подготовка самолётов были выполнены на Николаевском авиаремонтном заводе.
По состоянию на начало 2008 года заводом были освоены:
- ремонт самолётов Су-24 всех модификаций[1]
- текущий ремонт с продлением ресурса самолётов Ан-12, Ил-76МД, Ил-76ТД, Ил-78[1]
- ремонт авионики самолётов Ан-12, Ан-24, Ан-26, Су-24, Ил-76, Ту-22М3, Ту-142МК[1]
- ремонт с продлением ресурса авиадвигателей Д-30КП, Д-30КП-2[1]
- капитальный ремонт вспомогательных силовых установок ТА-6А, ТА-6Б, АИ-8, авиадвигателей М-14Б26 и М-14П[1]

В течение 2009 года завод выполнил ремонт с продлением ресурса двух самолётов Ил-76 ВВС Украины (как сообщил в интервью командующий ВВС Украины И. С. Руснак, это были первые самолёты Ил-76 вооружённых сил Украины, прошедшие ремонт с момента провозглашения независимости Украины).
В течение 2010 года завод выполнил ремонт с продлением ресурса двух самолётов Ил-76 ВВС Украины.
9 июня 2010 года Кабинет министров Украины принял постановление № 405, в соответствии с которым завод вошёл в перечень предприятий авиапромышленности Украины, получающих государственную поддержку.
После создания в декабре 2010 года государственного концерна «Укроборонпром», завод вошёл в состав концерна.
В целом, в 2009-2011 гг. завод работал стабильно, перечислив в государственный бюджет 742 тыс. гривен чистой прибыли (несмотря на задолженность, возникшую в связи с несвоевременным перечислением средств министерством обороны Украины), однако проверка финансовой деятельности предприятия выявила нарушения. В результате, было сменено руководство завода (21 февраля 2012 года новым директором завода был назначен А. Ликаренко).
В августе 2012 года министерство обороны Украины выделило заводу 350 тыс. гривен на осуществление работ по введению в эксплуатацию одного самолёта Су-24 из наличия вооружённых сил Украины.
В декабре 2012 года министерство обороны Украины приняло решение о разработке программы модернизации Су-24МР вооружённых сил Украины, в которой участвовали 24 украинских предприятия. В апреле 2013 года было объявлено, что завод НАРП освоил программу модернизации Су-24МР.
В конце декабря 2013 года завод завершил средний ремонт военно-транспортного самолёта Ил-76МД, который в январе 2014 года передали 25-й гвардейской бригаде транспортной авиации ВВС Украины.
11 июня 2014 министерство обороны Украины выделило заводу 53,68 млн. гривен на осуществление ремонта одного Ил-76МД, четырёх Су-24М и одного Су-24МР вооружённых сил Украины
- 21 ноября 2014 после завершения ремонта и модернизации завод передал в войска первый Су-24М (бортовой номер "41")[20][21]
- также, в 2014 году был выполнен ремонт Ил-76, но в мае 2015 года отремонтированный самолёт вновь вышел из строя по техническим причинам[22].

26 июня 2014 министерство обороны Украины выделило заводу ещё 1,84 млн. гривен на осуществление ремонта узлов и агрегатов самолётов Су-24М и Су-24МР вооружённых сил Украины.
В результате проверки деятельности предприятия в первом полугодии 2014 года были выявлены нарушения на сумму 5,5 млн. гривен (в частности, в результате хищения авиадвигателя и запасных частей с находившегося на ответственном хранении самолёта Ту-95 министерству обороны Украины был нанесён ущерб в размере 329,19 тыс. гривен). Позднее, органами военной приёмки были выявлены нарушения при выполнении заводом ремонта Ил-76МД для вооружённых сил Украины - на самолёт установили списанные запчасти.
29 августа 2014 года генеральный директор ГК "Укроборопром" Р. А. Романов объявил о переводе предприятий концерна на трёхсменный график работы. Вслед за этим, НАРП был переведён на трёхсменный график работы.
Кроме того, после того, как весной 2014 года правительство Украины приняло решение прекратить военно-техническое сотрудничество с Россией, а 16 июня 2014 года президент Украины П. А. Порошенко запретил любое сотрудничество с Россией в сфере ВПК, предприятие участвует в программе импортозамещения.
Весной 2015 года руководство ГК "Укроборонпром" поставило перед предприятием задачу принять участие в программе импортозамещения, результатом которой должно стать снижение зависимости военно-промышленного комплекса Украины от продукции военного назначения российского производства и развёртывание производства запасных частей, деталей и комплектующих украинского производства для вооружения и военной техники вооружённых сил Украины
19-26 августа 2016 с заводом заключили контракты на ремонт трёх Су-24 и одного Ил-76МД.
В июне 2018 года завод передал ВВС Украины один отремонтированный Су-24МР, в октябре 2018 года - один Су-24МР и один Ил-76МД.